# راشيل بريتون
راشيل بريتون (بالإنجليزية: Rachel Breton)‏ هي لاعبة كرة قدم أمريكية، ولدت في 4 أغسطس 1990 في نوتلي ‏ في الولايات المتحدة. لعبت مع سكاي بلو.

## وصلات خارجية
- راشيل بريتون على موقع اتحاد النرويج (النرويجية)
- راشيل بريتون على موقع قاعدة بيانات كرة القدم.إي يو (الإنجليزية)
- راشيل بريتون على موقع Soccerway.com (الإنجليزية)